# Montanwissenschaften
Als Montanwissenschaften (in Österreich; teilweise auch Montanistik und Montanwesen) oder Berg(bau)wissenschaften bzw. Bergbaukunde (in Deutschland) wird die Lehre vom Bergbau bezeichnet. Dazu gehört Bergbau im weiteren Sinne (einschließlich Tunnel-/Stollenbau, Fels-/Gesteinsbau), Markscheidewesen, Hüttenwesen, Aufbereitung und Mineralogie sowie jene Kenntnisse und Techniken, die sich mit dem Auffinden von Rohstoffen in der Erdkruste, dem günstigen Betrieb von Bergwerken und der Verhüttung von Erzen sowie der Grundlagen- und Anwendungsforschung zu Bautätigkeiten unterhalb des Bodens beschäftigen. Teilweise gehören auch Aspekte der weiterverarbeitenden Industrie (siehe Sekundärsektor) zu den Bereichen der Montanwissenschaften.

## Geschichte der Fachdisziplin
Der Name Montanwissenschaft (sowie Montanwesen) ist eine Wortzusammensetzung mit dem Adjektiv montan als Bestimmungswort. Die Wurzel in der Wortableitung Montanistik ist dasselbe Adjektiv, das vom lateinischen montanus ins Deutsche entlehnt wurde und auf das Substantiv mons ‚Berg‘ zurückgeht. Das Adjektiv wird auch in zahlreichen anderen deutschen Wörtern, die das Berg- und Hüttenwesen betreffen, verwendet.
Ihre Wurzeln haben die Montanwissenschaften neben dem Siedlungs- und Straßenbau im Bergland, der wohl bis in die Anfänge der Kultur zurückreicht, und dem Bergbau auf Bodenschätze, der von erstem über Steinauflesen hinausgehenden Abbau von der Jungsteinzeit in die Bronzezeit leitet, speziell in den beiden militärischen Fachgebieten der Mineure und Sappeure als Teile der Pioniertruppe, zu deren Aufgaben sowohl der Bau von Befestigungen auch in schwierigem Gelände wie auch die Belagerungstechnik derselben gehörten. Spezialisten in diesen Truppengattungen sind seit der Antike nachweislich.
Als eigene wissenschaftliche Disziplin in Europa gilt die Montanwissenschaft seit dem Hochmittelalter. Prägend dafür waren vor allem:
- Ulrich Rülein von Calw (1465–1523), Verfasser des ersten gedruckten Werkes über Montanwissenschaften, Ein nützlich Bergbüchlin
- der Geowissenschafter und Mineraloge Georgius Agricola (1494–1555), er gilt als Vater der modernen Montanwissenschaften[2],
- den Volkswirt und Freiberger Berghauptmann Friedrich Anton von Heynitz (1725–1802), der Gründer der Bergakademie Freiberg, und
- der Südtirol/steirische Bergbau-Pionier Peter Ritter von Tunner (1809–1897), auf den die Montanuniversität Leoben zurückgeht.

## Fachbereiche
Als Montanist kann man sich – in mehr angewandt-technischer (etwa als Montaningenieur, Bergbauingenieur, Rohstoffingenieur, Geoingenieur und Werkstoffingenieur) in verschiedene Fachrichtungen spezialisieren:
- Tiefbautechnik und Geotechnik (wie Tunnelbau, technischer Untertagebau von Stollen und Kavernen für Anlagen oder Lagerung einschließlich Entsorgung, der Hohlraumbau), insbesondere der Felsbau (technischer Grundbau im Fels)
- Bergbau: Untertagebau- und Tagebautechnik
- Markscheidewesen (Vermessung unter Tage einschließlich Lagerstättenkunde)
- Aufbereitungstechnik der Rohstoffe
- Tiefbohrtechnik (insbesondere in Erdöl- und Erdgasgewinnung)

## Ausbildung
Die Montanwissenschaft hat in den deutschsprachigen Ländern eine große Tradition. In Lehre und Forschung ist die Bergbauwissenschaft an mehreren deutschsprachigen Universitäten wie der Montanuniversität Leoben in Österreich und in Deutschland an der Technischen Universität Clausthal, Technischen Universität Bergakademie Freiberg, der RWTH Aachen und an der Technischen Hochschule Georg Agricola vertreten. Die TU Freiberg, TU Clausthal und die TH Georg Agricola, wurden mit einem Schwerpunkt in den Bergbauwissenschaften gegründet.
Folgende Bergbaustudienabschlüsse können in Deutschland erworben werden:
- TU Clausthal: Mining Engineering (M.Sc.)[3]
- TU Freiberg: Geoingenieurwesen (Dipl. -Ing.)[4]
- RWTH Aachen: Rohstoffingenieurwesen (M.Sc.)[5]
- TH Georg Agricola: Geoingenieurwesen und Nachbergbau (M.Eng.)[6]

Typischer allgemeiner Abschluss ist beispielsweise Diplomingenieur der Montanistik/montanistischen Wissenschaften (Dipl.-Ing. mont.) respektive Doktor der Montanistik/montanistischen Wissenschaften (Dr. -Ing.) mit dem Titelzusatz rerum montanarum. Es gibt auch einige speziellere Abschlüsse (M.Sc./M.Eng.)